# Fturując
Fturując – album stanowiący kompilację utworów rapera Pei i DJ-a Decksa wydany 2 maja 2006 przez Fonografikę pod szyldem Peja / Slums Attack. Album jest zbiorem najlepszych utworów Pei nagranych z innymi artystami na przestrzeni lat. Na płycie znajduje się 17 piosenek, w tym „Dzień zagłady” (gośc. Fu & Wiśnix) czy „Jeden taki dzień” (gośc. Sweet Noise). Album ukazał się również w wersji limitowanej, która zawierała dodatkową płytę z teledyskami. Płyta dotarła do 14 miejsca na liście OLiS.
30 stycznia 2013 roku album uzyskał status złotej płyty.

## Lista utworów
1. „Każdego dnia” (gościnnie: DJ Zel)
2. „Klasyczna fuzja (Magiera Remix)” (gościnnie: Wiśnia)
3. „Wieżowiec” (gościnnie: Medi Top Glon)
4. „Mnie to nie zachwyca” (gościnnie: White House)
5. „Odrzucili opcje” (gościnnie: Włodi)
6. „No co by było gdyby? (Szuja Remix)” (gościnnie: Wiśnia)
7. „Byłem pewien” (gościnnie: Analogia, Sokół, Fu; sampel: Jerzy Połomski, „Obszar niezbadany”, muzyka Adam Skorupka)
8. „Cały ten rap” (gościnnie: Da Blaze, Iceman)
9. „Pogoda dla bogaczy” (gościnnie: Trzeci Wymiar)
10. „K.O. Cham” (gościnnie: Trishja)
11. „Jeden taki dzień” (gościnnie: Sweet Noise)
12. „Wandal” (gościnnie: Gim, Rymiarz)
13. „Dzień zagłady (PMX Remix)” (gościnnie: Wiśnia, Fu)
14. „Kto” (gościnnie: 52 Dębiec, Wiśnia)
15. „Zło” (gościnnie: Wojtas)
16. „Na co nas stać” (gościnnie: WNB, Wiśnia)
17. „Te rzeczy są fajne” (gościnnie: Świntuch)